# Coursetia grandiflora
Coursetia grandiflora är en ärtväxtart som beskrevs av Oerst.. Coursetia grandiflora ingår i släktet Coursetia, och familjen ärtväxter. Inga underarter finns listade i Catalogue of Life.